# Världsmästerskapen i simsport
Världsmästerskapen i simsport är världsmästerskapen för tävlingssimning på långbana (50 meter), simhopp, öppet vatten-simning, vattenpolo och konstsim samt även klippdykning som introducerades vid världsmästerskapen i simsport 2013 i Barcelona. Världsmästerskapen i simsport hade premiär 1973 och arrangeras sedan 2001 udda år.
De världsmästerskap i simning som avgörs på kortbana innefattar inte de övriga simsporterna och heter officiellt Världsmästerskapen i kortbanesimning.

## Värdorter
- 1973 - Belgrad, Serbien, Jugoslavien
- 1975 - Cali, Colombia
- 1978 - Västberlin, Västtyskland
- 1982 - Guayaquil, Ecuador
- 1986 - Madrid, Spanien
- 1991 - Perth, Western Australia, Australien
- 1994 - Rom, Italien
- 1998 - Perth, Western Australia, Australien
- 2001 - Fukuoka, Japan
- 2003 - Barcelona, Spanien
- 2005 - Montréal, Québec, Kanada
- 2007 - Melbourne, Victoria, Australien
- 2009 - Rom, Italien
- 2011 - Shanghai, Kina
- 2013 - Barcelona, Spanien
- 2015 - Kazan, Ryssland
- 2017 - Budapest, Ungern[2][3]
- 2019 - Gwangju, Sydkorea
- 2022 - Budapest, Ungern
- 2023 - Fukuoka, Japan
- 2024 - Doha, Qatar
- 2025 - Singapore, Singapore[4]
- 2027 - Budapest, Ungern[5]

### Fotnoter
1. ↑  Swimmingworldmagazine - FINA to Introduce High Diving at 2013 World Championships (engelska)
2. ↑  ”Sim-VM flyttas till Ungern”. Svenska dagbladet. 11 mars 2015. http://www.svd.se/sport/sim-vm-flyttas-till-ungern_4399925.svd. Läst 11 mars 2015.
3. ↑  ”Sim-VM i Mexiko 2017 ställs in”. Sveriges Radio. 19 februari 2015. http://sverigesradio.se/sida/gruppsida.aspx?programid=179&grupp=7073&artikel=6097853. Läst 19 februari 2015.
4. ↑  ”World Aquatics Championships 2025 awarded to Singapore”. fina.org. 9 februari 2023. https://www.fina.org/news/3055165/world-aquatics-championships-2025-awarded-to-singapore. Läst 9 februari 2023.
5. ↑  O’Kane, Patrick. (21 juli 2019). Kazan and Budapest awarded 2025 and 2027 World Aquatics Championships. insidethegames.biz. Läst 29 oktober 2019.